# Ikotity István
Ikotity István (Baja, 1977. június 27.) magyar tanár, kutató, területfejlesztő, közéleti szervező, korábban politikus.

## Tanulmányai
Középfokú tanulmányai mellett versenyszerűen sportolt szülővárosában. Felsőfokú tanulmányait Szegeden, Budapesten és Pécsen végezte. 2002-ben a József Attila Tudományegyetem-SZTE Természettudományi Karán földrajztanári oklevelet szerzett. Ugyanabban az évben a Szegedi Hittudományi Főiskolán teológus lett, majd a Pázmány Péter Katolikus Egyetemen hittanári diplomát kapott. Emellett néprajzi, kommunikációs és közgazdaságtani képzésen is részt vett. A Pécsi Tudományegyetem Oktatás és Társadalom Doktori Iskoláját abszolutóriummal zárta 2012-ben.

## Civil aktivitás
Számos kulturális, egyházi és környezetvédelmi civil szervezetben volt aktivista és szervező:
Katolikus Ifjúsági Iroda, irodavezető (1996-2003)
’Hajszoló’ Vezetőképző, helyszínvezető-helyettes (1999-2000)
Világi Teológus és Hittanár Szakos Hallgatók Egyesülete, országos koordinátor (2000-2005)
Városi Diákönkormányzat, segítő tanár (2002-2004)
Bács-Kiskun Megyei Ifjúsági Alapítvány, kurátor (2003-2006)
Katolikus Egyetemisták és Főiskolások Egyesülete, országos elnök (2003-2009)
Bajai Városvédő Egyesület, titkár (2005-2006)
Sugovica Vízilabda Egyesület, elnök (2006-2010)

## Oktatás, közélet
A bajai Szent László ÁMK tanára (2001-2005)
Bajai Polgármestei Hivatal kabinetvezetője, területfejlesztési referense (2006- 2009)
Bács-Kiskun megyei önkormányzati képviselő (2010-2014)

## Politikai pályafutás
2009-ben lépett be az újonnan alakult Lehet Más a Politika pártba. 2010-2011-ben az Országos Választmány titkára, 2011–2014 közt az Etikai Bizottság tagja, majd elnöke volt. 2014. április 6-án az LMP országos listájának harmadik helyéről szerzett mandátumot. A kulturális állandó bizottság alelnöke lett. 2015. október 19-től az Országgyűlés jegyzője. Indítványainak és felszólalásainak száma (1284, illetve 570) alapján a legaktívabb képviselők közé tartozott,  a parlamenti statisztikák mindegyikében az első hatban végzett. Szakterülete az oktatás és a tágan vett kultúra, valamint a civil szervezetek, sport, továbbá a tudománypolitikai és nemzetpolitikai ügyek. 2017 őszi országos listaállításkor nem vállalt befutó helyet. 2019. március 21.-én egy belső levélben közölte, hogy kilép az LMP-ből. Ezt követően a pártpolitikából visszavonult. 

## Családja
Három gyermeke van, családjával Baján él.
Rokoni kapcsolatban áll Ijjas József (1901-1989) egykori kalocsai érsekkel (1969-1987).[forrás?]